# Casa Joan Batlle
La Casa Joan Batlle és un edifici modernista situat l'Hospitalet de Llobregat (Barcelonès). Està protegit com a bé cultural d'interès local.

## Descripció
És una casa de planta rectangular, amb baixos, un pis i terrat. En la façana principal s'obre a la planta baixa tres obertures que, en origen, eren una porta al centre i una finestra a banda i banda, però actualment, la finestra de la dreta s'ha convertit en una porta. Les tres obertures són d'arc rebaixat i estan resseguides per una motllura llisa. Al primer pis, en el mateix eix que les obertures inferiors, s'obren tres balcons. Les obertures que donen als balcons són d'arc rebaixat i tenen la part superior decorada amb motius vegetals de guix, igual que les mènsules que suporten els balcons. La reixa dels balcons són de ferro forjat amb la part inferior corba. La barana del terrat està format per una alternança de pilars arrodonits i de barana de ferro.
La façana que dona al carrer Tarragona és de característiques similars, amb quatre obertures per planta. A la part posterior de la casa, anteriorment, hi havia un jardí però actualment és un garatge.

## Història
Construïda vers 1908, va ser inicialment destinada a habitatge, després va ser un jardí d'infants i actualment és la seu d'una entitat bancària.